# Martínez el Facha
Martínez el Facha és una sèrie d'historietes creada per Kim, que es va publicar des de 1977 fins a 2015 en el setmanari humorístic El Jueves. És protagonitzada per Martínez i el seu cercle d'amics d'ultradreta que intenten emprendre alguna acció o projecte que gairebé sempre surt malament. En deixar de publicar-se l'abril del 2015, Maite Quílez, directora de la revista, va manifestar que esporàdicament, i per intentar pal·liar els atacs de nostàlgia, continuarien apareixent algunes historietes de Martínez a la revista: «Intentarem que no mori del tot. Moltes generacions de lectors el tenen com a referent i nosaltres li tenim molt afecte».
Es tracta d'una historieta en blanc i negre a dues pàgines on Martínez, un nostàlgic franquista, no s'adapta la nova situació política en la qual viu.
Martínez és un "fatxa" convençut que creu de debò en els valors franquistes, és membre del partit minoritari i ultra-dretà dirigit pel Sr. Morales, i junt a Adolfito tindran nombroses desventures per culpa de no haver sabut adaptar-se als nous temps.
Els seus personatges són, entre d'altres, el Sr. Morales, un "fatxa" de conveniència els únics valors de la qual són aquells que li reporten major benefici. Compta també amb una important galeria de personatges secundaris, que han anat desenvolupant-se en els quasi 30 anys d'existència de la sèrie. També destaca la senyora de Martínez, que porta els pantalons a casa, Adolfito, l'amic de Martínez que l'acompanya en totes les seues aventures, Francisquito, el net de Martínez, i el pare Bocquerini, un golafre sacerdot argentí d'ultradreta exiliat a Espanya des de l'arribada de la democràcia a Argentina. Altres personatges són Martín, el gendre perdulari de Martínez (que no és fatxa, solament fingeix ser-lo per conquistar a les xiques més boniques), el banquer don Florián, la comtessa i el cardenal.
Martínez el Facha ha estat la sèrie més longeva que s'ha publicat a la revista, des del número 1, l'any 1977, fins a la seva cancel·lació el 2015.

## Premis
Premi al millor dibuix d'historieta d'humor del Diario de Avisos dues vegades, la segona el 2009.